# Sierzchowo
Sierzchowo – wieś w Polsce położona w województwie kujawsko-pomorskim, w powiecie aleksandrowskim, w gminie Waganiec.

## Podział administracyjny
W latach 1975–1998 miejscowość administracyjnie należała do województwa włocławskiego. Wieś sołecka – zobacz jednostki pomocnicze gminy Waganiec w BIP.

## Demografia
Liczba ludności wg stanu na 31 grudnia 2009 – 293 osób, w tym: 143 mężczyzn, 150 kobiet.
Według Narodowego Spisu Powszechnego 2011 (stan na 31.03.2011) – 277 osób, w tym: 135 mężczyzn i 142 kobiety. Ponad 1/6 mieszkańców (18,1%) nie przekroczyła jeszcze 18. roku życia.

## Rolnictwo
Główne kierunki działalności rolniczej to uprawa: zbóż, warzyw, w tym pomidorów, pietruszki, marchwi, pasternaku oraz hodowla bydła.

## Zabytki[8]
- Zespół dworsko-parkowy:
  - dwór z ok. poł. XIX w., klasycystyczny, parterowy z oficynami,
  - park, w którym znajdują się dwa platany – pomniki przyrody,
- dawna kuźnia, neogotycka z ok. 1900 r., przekształcona na kaplicę, obecnie nieużytkowana, na planie ośmioboku z narożnymi nadwieszonymi wieżyczkami.

## Znane osoby
We wsi zamieszkiwała (1. połowa XX wieku) Anna Boye, polska ziemianka pochodzenia niemieckiego.